# Parc Nacional Laguna San Rafael

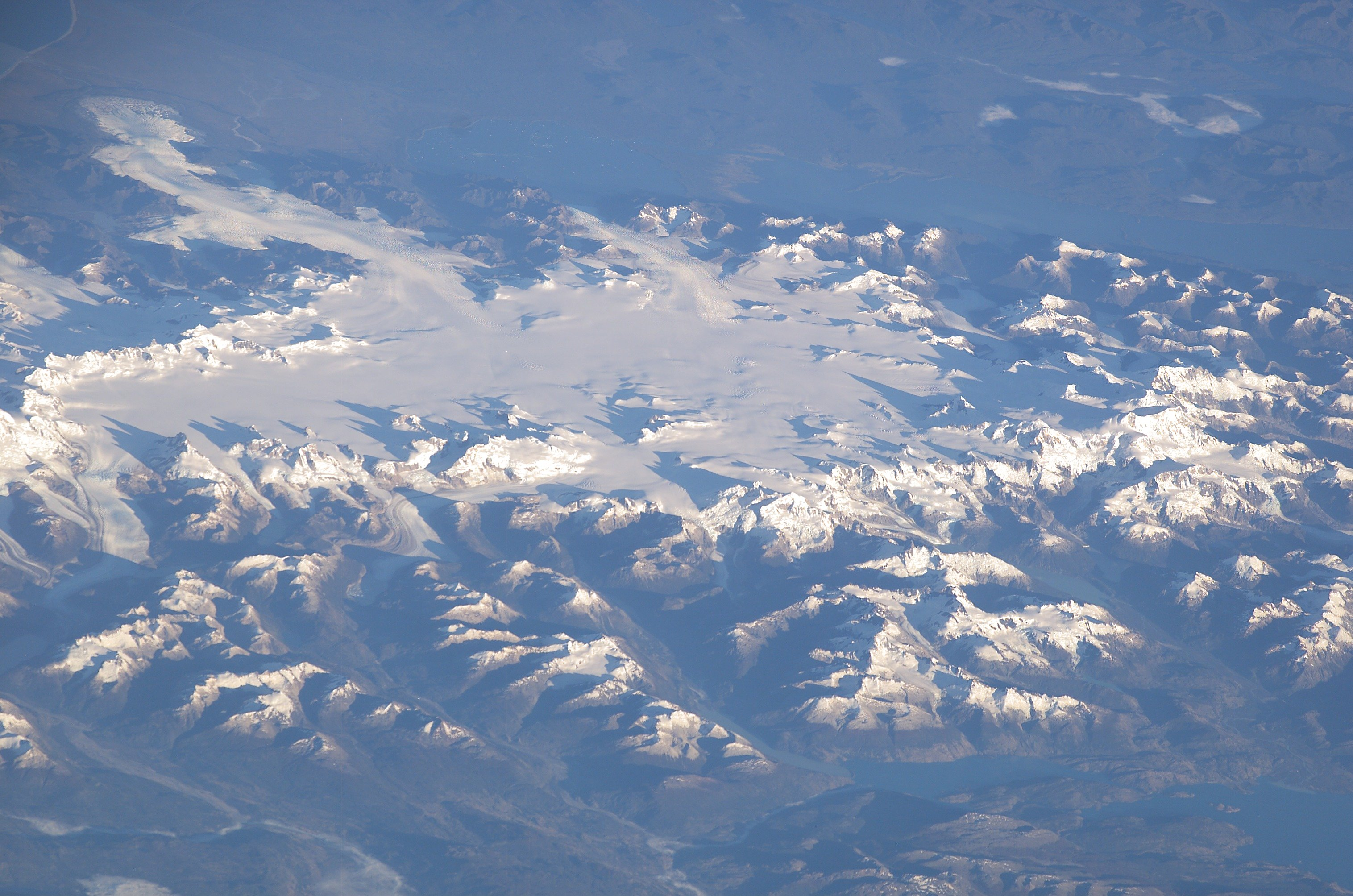
Imatge de satèl·lit del camp de gel patagó nord, al Parc Nacional Laguna San Rafael

El Parc Nacional Laguna San Rafael és un parc nacional xilè, ubicat a la Regió d'Aisén, més concretament a 82 km al sud de la localitat de Puerto Chacabuco. Declarada Reserva de la Biosfera el 1979.

## Descripció
Aquest Parc Nacional, es caracteritza per ser el més gran de la regió d'Aisén, amb 1.742.000 ha d'extensió, de les quals prop de 400.000 ha corresponen als gels mil·lenaris del camp de gel patagó nord. També dins del parc es troba la Muntanya San Valentín, amb una alçada d'aproximadament de 4.058 m. El gran atractiu del parc, és la llacuna de San Rafael i la glacera del mateix nom que desguassa a l'esmentada llacuna.
A la llacuna San Rafael es realitzen recorreguts pels gels amb petites embarcacions, des d'on és possible observar la caiguda de grans masses de gel des de la glacera cap a la llacuna.
El clima de la zona es caracteritza per ser molt humit, amb abundants precipitacions durant tot l'any, essent una de les zones més plujoses del país amb aproximadament 5000 mm de pluja anuals.

## Accessos
Es pot arribar a aquest parc via marítima o via terrestre. En el primer cas, hi ha a la regió empreses de serveis turístics que ofereixen viatges a la llacuna sortint des de Puerto Montt (pel Golf de Corcovado) o des de Puerto Chacabuco. El temps de viatge des de Puerto Chacabuco són 16 hores. Per via terrestre, es pot accedir des de la localitat de Puerto Río Tranquilo fins a Bahía Exploradores, per una carretera de reble construïda el 2001. Des de Bahía Exploradores es pot accedir a la llacuna San Rafael amb embarcacions, amb un temps de viatge que ronda les 2,5 hores.